# 전라남도교육청
전라남도교육청(全羅南道敎育廳, Jeollanamdo Office of Education)은 대한민국 전라남도 무안군 삼향읍에 위치한 전라남도의 교육에 관한 사무를 담당하는 지방교육행정기관이다.

## 개요
- 주소: 전라남도 무안군 삼향읍 어진누리길 10

## 연혁
- 1952년: 전라남도교육위원회 설치.
- 1962년: 전라남도교육위원회 폐지. 소관 사무는 전라남도청 교육국으로 이관.
- 1964년: 전라남도교육위원회 설치.
- 1991년: 전라남도교육청으로 개편.